# مسعود سلطانی‌فر
مسعود سلطانی‌فر (زادهٔ ۱۶ بهمن ۱۳۳۸ در تهران) سیاستمدار اصلاح‌طلب ایرانی است که در دولت دوازدهم سمت وزیر ورزش و جوانان را برعهده داشت. او در فاصله سال‌های ۱۳۹۲ تا ۱۳۹۵ در دولت یازدهم به عنوان رئیس سازمان میراث فرهنگی، صنایع دستی و گردشگری فعالیت می‌کرد و نیز عضو فراکسیون اصلاح‌طلبان در چهارمین دوره شورای اسلامی شهر تهران بوده است.

## زندگی‌نامه
مسعود سلطانی‌فر در سال ۱۳۳۸ در تهران زاده شد. پس از انتخاب حسن روحانی به ریاست‌جمهوری، او برای تصدی وزارت ورزش و جوانان پیشنهاد شد اما نتوانست رای اعتماد نمایندگان مجلس نهم را به دست آورد.

## کنش سیاسی
مسعود سلطانی‌فر پس از تشکیل حزب اعتماد ملی به رهبری مهدی کروبی به عضویت این حزب درآمد. او در جریان انتخابات سال ۱۳۸۸رئیس ستاد اجرایی حزب اعتماد ملی در پشتیبانی ازٰ مهدی کروبی و نماینده او در جریان شمارش آرا بوده است.

## حضور در دولت یازدهم

### عضویت در هیئت مدیره سازمان منطقه آزاد کیش
در ۳۱ شهریور ۱۳۹۲ با تصویب وزیران عضو شورای هماهنگی مناطق آزاد تجاری- صنعتی و تأیید حسن روحانی، سلطانی‌فر به مدت سه سال به عنوان عضو غیرموظف هیئت مدیره سازمان منطقه آزاد کیش برگزیده و جایگزین علی صدوقی شد.

### ریاست سازمان میراث فرهنگی، صنایع دستی و گردشگری
در ۱۰ بهمن ۱۳۹۲ و پس از استعفای محمدعلی نجفی از ریاست سازمان میراث فرهنگی، صنایع دستی و گردشگری، حسن روحانی، طی حکمی مسعود سلطانی‌فر را به عنوان معاون رئیس‌جمهور و رئیس سازمان میراث فرهنگی، صنایع دستی و گردشگری منصوب نمود. او تا بر عهده گرفتن تصدی وزارت ورزش و جوانان دولت یازدهم در آبان ۱۳۹۵ در این سمت بود.

### وزارت ورزش و جوانان
به علت مشارکت سیاسی سلطانی‌فر در جریان رویدادهای پس از انتخابات ۱۳۸۸ او یکی از سه وزیر پیشنهادی کابینه حسن روحانی بود که موفق به گرفتن رای اعتماد از مجلس نهم نشد. وی که به عنوان وزیر ورزش و جوانان معرفی شده بود با ۱۱۷ رای موافق، ۱۴۸ رأی مخالف و ۱۸ رأی ممتنع موفق به کسب رای اعتماد از مجلس نهم نشد.
پس از استعفای محمود گودرزی از وزارت ورزش و جوانان، سلطانی فر دوباره از سوی رئیس‌جمهور به عنوان نامزد وزارت ورزش به مجلس معرفی شد. در جلسه رای اعتماد مجلس شورای اسلامی در تاریخ ۱۱ آبان ۱۳۹۵ سلطانی‌فر توانست با ۱۹۳ رأی موافق، ۷۲ رأی مخالف، و ۶ رأی ممتنع به سمت وزارت ورزش و جوانان برگزیده شود.
همچنین وی با ۲۲۵ رای موافق برای بار دوم برای تصدی وزارت ورزش و جوانان دولت دوازدهم انتخاب شد.

#### سوء مدیریت و فساد
به گزارش بی‌بی‌سی فارسی، دوره وزارت مسعود سلطانی‌فر در وزارت ورزش و جوانان با جنجال‌های زیادی همراه بوده است و اخراج کارلوس کی‌روش و تحمیل مارک ویلموتس از دیگر مواردی است که سلطانی‌فر شخصاً در آن‌ها دست داشته و وارد کردن افرادی با پیشینه فساد و اختلاس بالا به ورزش ایران از کارهای وی است. خود وی متهم به دست داشتن در فساد مالی شده است. در دوره وزارت مسعود سلطانی‌فر، ورزشکاران زیادی از ایران مهاجرت کردند.
همچنین وی از سوی استقلالی‌ها متهم به پشتیبانی از پرسپولیس شده است. این ادعا توسط معاون اول دولت روحانی یعنی اسحاق جهانگیری هم تأیید شد. این در حالی است که طبق گزارش تحقیق و تفحص مجلس، سلطانی‌فر مبلغ ۳۶ میلیارد تومان به باشگاه استقلال کمک کرده است. استقلالی‌ها همچنین مدعی هستند که سلطانی‌فر در جدایی بازیکنانی مانند جپاروف نقش داشته است.

## پیشینه کاری
سلطانی فر استاندار گیلان، زنجان و نیز مرکزی بوده است. او همچنین معاون سیاسی در استانداری‌های فارس، همدان و هرمزگان بوده است.
وی استاندار پیشین گیلان، معاون پیشین سازمان تربیت بدنی، قائم‌مقام مصطفی هاشمی‌طبا در زمان ریاست وی بر سازمان تربیت بدنی به مدت دو سال (در سال‌های ۱۳۷۴ و ۱۳۷۵) و همزمان معاونت اداری و مالی این سازمان، عضو هیئت علمی مرکز تحقیقات استراتژیک مجمع تشخیص مصلحت نظام بوده است. سلطانی‌فر دارای مدرک کارشناسی ارشد علوم سیاسی است. وی عضو هیئت علمی مرکز تحقیقات استراتژیک مجمع تشخیص مصلحت نظام بوده و پیشینه همکاری با حسن روحانی را دارد و به عنوان مسئول کمیته ورزش دولت روحانی فعالیت کرده است.